# كايل كايزر
كايل كايزر (بالإنجليزية: Kyle Kaiser)‏ هو سائق سباق أمريكي، ولد في 5 مارس 1996 في سانتا كلارا في الولايات المتحدة.

## وصلات خارجية
- الموقع الرسمي
- كايل كايزر على موقع DriverDB.com (الإنجليزية)